# Hammarbyskolan Norra
Hammarbyskolan Norra, tidigare Hammarbyskolan och dessförinnan Hammarby folkskola, är en kommunal grundskola i Hammarbyhöjden i Stockholms södra ytterstad. Den är belägen vid Finn Malmgrens väg 5–7 och var tidigare även belägen vid Finn Malmgrens väg 9–11 samt Petrejusvägen 44. Skolan tillkom 1943, stängdes ner 1976, och öppnade igen 1989. De kulturhistoriskt värdefulla skolbyggnaderna ritades av Paul Hedqvist och uppfördes 1943–1944 av Carl Zetterberg och Stockholms folkskoledirektion. Fastigheten ägs och förvaltas av SISAB och är grönmärkt av Stadsmuseet i Stockholm.

## Administrativ historik
Skolan öppnades som Hammarby folkskola höstterminen 1943. Från 1945 finns skolan benämnd som Hammarbyskolan. 1976 stängdes den på grund av bristande elevunderlag men 1989 öppnades den igen men med ett färre antal huslängor då ett antal skolhus togs i bruk av Kristna skolan. Hammarbyskolan Södra i Hammarbyhöjden, då benämnd Nytorpsskolan, som låg söder om  benämnda Hammarbyskolan, upphörde som egen skolenhet efter vårterminen 2014. Nytorpsskolan uppgick då i Hammarbyskolan under namnet Hammarby Södra. Hammarbyskolan bytte därför i samma skede namn till Hammarby Norra. 2018 skildes skolenheterna från varandra utan att skolornas namn ändrades.

## Historia
Skolan tillkom 1943 som folkskola. Den var dimensionerad för 800–1000 elever men fylldes genast med 1100 elever. Första året fanns nio parallella första klasser och åtta andra klasser, med endast en klass för åttonde årskursen. Fram till 1953 startade runt tio nya första klasser per höst. Skolan var fylld till bristningsgränsen fram till 1960-talet med runt 1300 elever per år.
1959–1962 stöptes skolan om till en nioårig enhetsskola. 1962 blev den en nioårig grundskola i och med Lgr 62, vilket den var fram till 1968. 1968–1976 fanns endast de första sex årskurserna och i slutet av denna period endast de första tre. Det bristande elevunderlaget fick skolan att stänga ner 1976. Skolan öppnade igen 1989 med årskurs 1–6, senare F–5 och därefter F–6.